# Louis Côté (politique)
Pour les articles homonymes, voir Louis Côté (compositeur) et Côté (homonymie).
Louis Côté, né le 13 septembre 1890 à Ottawa et mort le 2 février 1943, est un avocat, procureur et homme politique franco-ontarien.
Louis Côté fut étudiant en droit à l'université d'Ottawa. En 1922, il se maria avec Stella Cimon, fille de l'avocat et homme politique québécois Ernest Cimon et petite-fille de l'homme politique Hector-Louis Langevin.
Louis Côté fut un député à l'Assemblée législative de l'Ontario représentant le Parti progressiste-conservateur de l'Ontario dans la circonscription électorale d'Ottawa-Vanier du 30 septembre 1929 au 1er janvier 1934.
Louis Côté fut également un sénateur canadien de l'ancien Parti conservateur du Canada au Sénat canadien de 1933 à 1943.
En 1924, il participe à la Commission Scott-Merchant-Côté qui recommanda dans son rapport publié en 1927, la création d'un système d'écoles bilingues dans la province canadienne de l'Ontario. 
Louis Côté meurt d'une attaque cardiaque à Ottawa le 2 février 1943 à l'âge de 52 ans.